# Острув-Варцький
Острув-Варцький (пол. Ostrów Warcki) — село в Польщі, у гміні Варта Серадзького повіту Лодзинського воєводства.
Населення — 107 осіб (2011).
У 1975-1998 роках село належало до Серадзького воєводства.

## Демографія
Демографічна структура станом на 31 березня 2011 року:
|          | Загалом | Допрацездатний вік | Працездатний вік | Постпрацездатний вік |
| -------- | ------- | ------------------ | ---------------- | -------------------- |
| Чоловіки | 54      | 15                 | 35               | 4                    |
| Жінки    | 53      | 14                 | 27               | 12                   |
| Разом    | 107     | 29                 | 62               | 16                   |